# Координати невідомі
«Координати невідомі» (рос. «Координаты неизвестны») — радянський художній фільм 1957 року режисера Михайла Вінярського.

## Сюжет
1941 рік. Два танкера з вантажем авіаційного бензину здійснювали рейс з Туапсе в Ленінград. Раптово вони судна були обстріляні фашистськими літаками. Незважаючи на важку обстановку, капітан вцілілого танкера вирішує доставити вантаж в порт.

## У ролях
- Олег Жаков
- Леонід Галліс
- Едуард Бредун
- Юрій Прокопович
- Надія Чередніченко
- Микола Яковченко
- Євген Котов
- Микола Ключнев
- Олег Мокшанцев
- Степан Крилов
- Віталій Кравченко

## Творча група
- Сценарій: Іван Рядченко
- Режисер: Михайло Вінярський
- Оператор: Василь Сімбірцев
- Композитор: Борис Мокроусов